# تسیگنبرگ
شهر تسیگنبرگ (به آلمانی: Ziegenrück) در ایالت تورینگن در کشور آلمان واقع شده‌است.